# حركة الديمقراطيين الاجتماعية
حركة الديمقراطيين الاجتماعية هي حزب سياسي ديمقراطي اجتماعي في قبرص.
تأسس الحزب في عام 1970 بواسطة Vasos Lyssaridis.
قائد الحزب هو Yannakis Omirou.
في الانتخابات البرلمانية لعام 2006 حصل الحزب على 37 533 صوت (8.9%, 5 مقعد).
الحزب منتسب للاشتراكية الدولية.

## مواقع خارجية
- www.edek.org.cy